# انگباند
انگباند (در زبان سینداری) یا آنگاماندو (در زبان کوئنیا)، در داستان‌های جی. آر. آر. تالکین، در اصل همان دژ مورگوت است که پیش از دوره نخست، و در کوه‌های آهنین در شمال بلریاند ساخته شد. انگباند در زبان سینداری به معنی زندان آهنین است.
در کتاب سیلماریلیون توصیف انگباند آمده‌است. ملکور (بعدها با نام مورگوت) این دژ را ساخت تا از حملهٔ احتمالی والار از آمان جلوگیری کرده باشد. هرچند والار به منطقهٔ زیر نظر ملکور حمله کردند و ملکور را دستگیر کردند و بخش اصلی قلمروی او، اوتومنو را ویران کردند. اما دوره ای که والار بر روی نابودی اوتومنو متمرکز بودند تنها بخشی از انگباند دچار آسیب شد.
ملکور پس از سه دوره در زندان بودن سرانجام به سرزمین میانه می‌رود و در انگباند دوباره قدرت بدست می‌آورد و تا جنگ خشم آنجا پادشاهی می‌کند.